# オットー1世 (バイエルン王)
オットー1世（Otto I., 全名：Otto Wilhelm Luitpold Adalbert Waldemar, 1848年4月27日 - 1916年10月11日）は、バイエルン国王（在位：1886年 - 1913年）。マクシミリアン2世とプロイセン王女マリーの第2子でルートヴィヒ2世の弟。

## 生涯
1886年、不可解な死を遂げたルートヴィヒ2世に代わって王位に就いたが、実際の政務は摂政である叔父ルイトポルト王子、次いでその子ルートヴィヒ王子が行った。
オットーは朝起床すると農民を銃で撃つのが習慣であったと伝聞されているが、実際には銃は空砲で農民に扮した兵士が倒れる演技を毎日繰り返していたにすぎない。精神を病んでいたとされるが、この伝説の信憑性については定かではない。少なくとも左右の臣たちに好かれていなかったことは間違いないだろう。
兄同様に狂王とあだ名されたオットーは、1913年11月4日に憲法の修正を認め、国王の職務が遂行できない状態が10年続き、その改善が見られない場合は摂政が王を廃位し、新しい王朝を創設することができるという条文を導入した。その翌日、摂政を務めていた従兄ルートヴィヒによって廃位され、バイエルン国王にはルートヴィヒ自身が即位した（ルートヴィヒ3世）。廃位後もオットーには国王としての待遇を保持することが認められた。廃位から約3年後、第一次世界大戦中の1916年10月11日に没した。
兄同様に妻を娶らず、生涯独身だったようである。